# 可可·香奈尔

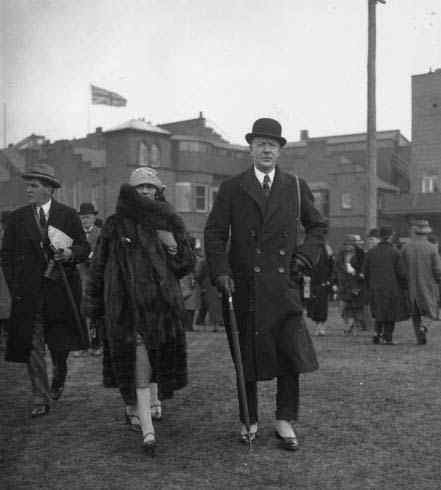
可可·香奈兒與第二代威斯敏斯特公爵休·格罗夫纳

加布丽埃勒·博纳尔·“可可”·香奈儿（法語：Gabrielle Bonheur "Coco" Chanel，1883年8月19日—1971年1月10日），法国女商人、时装设计师，香奈兒品牌的创始人。
她對於现代主义的见解，男装化的风格，简单设计之中见昂贵，成为20世纪时尚界重要人物之一。她对高级定制女装的影响令她被时代杂志评为20世纪影响最大的100人之一。

## 生平

### 童年
香奈兒自己描述的童年有很多个版本，以下的版本獲得普遍承認。
她是旅行商人阿爾貝爾·香奈兒(Albert Chanel)和他同伴珍妮德弗勒(Eugénie Jeanne Devolle)在法国小城索米尔 (Saumur, Maine-et-Loire,France)生下的第二个私生女(出身存在爭議，她曾經表示自己出生於1893年，且並非出生於索米爾，而是出生於法国南部山区奥弗涅，加之香奈儿至死竭力回避和掩饰，因此對她的身世並未能確認)。
她的父母在她出生后，於1884年结婚。她一共有兩个姐妹：朱莉(1882年－1913年)和安東娃妮特(1887年出生)，还有三个弟弟：阿方斯(1885出生)、卢西恩(1889年出生)和奥古斯汀(1891年出生)。1895年，在她12岁的时候，母亲因結核病去世了，她父亲不久以后也抛弃了家庭。
小香奈兒和她的妹妹被送到在欧巴津(Aubazine)的天主教孤儿院度过了6年，她在那里学会了缝纫。

### 青年
18歲，小香奈兒離開孤兒院到服裝店當小裁縫師，週末，她為騎兵軍官縫補褲子。由於香奈兒心靈手巧、嬌俏可人，軍官們開始邀請她去參加他們在小公園的派對，香奈兒勇敢地登台表演，她通常唱《誰見過可可？》(Who Has Seen Coco?)，描寫了一個少婦丟失了小狗「可可」的情節。每當她登台時，台下的觀眾都高呼著「可可！可可！可可！」因此，她乾脆將自己「嘉布麗葉兒」的名字，改成了「可可」。
她在23岁认识了法国面料商艾提安·巴桑 (Étienne Balsan)，成为他的情妇，他們的關係長達九年，巴桑讓香奈兒見識到富人奢華的生活面貌。在事业上，巴桑帮助香奈尔起步。1908年，她结识了巴桑的朋友-英国工业家阿瑟·卡伯(Arthur Edward 'Boy' Capel)，開始和他交往。來自法国的巴桑和來自英國的卡伯分別給香奈兒不同層面的文化滋養。卡伯全力支持香奈兒的事业，但是卡伯在1918年選擇娶了一名上流社會的女子 Diana Wyndham。很不幸地是， 1919年12月21日，卡柏死於一場突然的車禍。

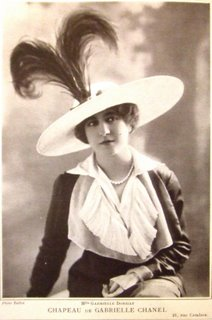
沃德維爾劇院的多扎特小姐。圖中她戴的帽子即出自香奈兒之手。

1910年，在巴桑的協助下，香奈尔的第一家商店于在巴黎康朋街(Rue Cambon)21号开张了，名叫Chanel Modes。在Chanel Modes開張前，康朋街已經有知名的服裝店，香奈兒也幫客人做帽子。1912年，因著劇場演員Gabrielle Dorziat戴著Chanel Modes做的帽子演出 Bel Ami成為知名的商店。
1913年，在卡伯的協助下，香奈兒在多维尔(Deauville)开了一家流行女装商店，當時整個歐洲，女性依然被一堆繁複的服飾限制住，使得這些名媛貴婦穿衣都需要僕人幫忙，行動又不方便。於是，香奈兒提出極簡主義，她的理念非常簡單，就是「實用」。
第一次世界大戰爆發後，1915年，香奈兒於Biarritz开了一家女式时装屋，由於當時整個歐洲剛好正值第一次世界大戰期間，女性開始投入工作職場和戰場，簡便的穿著頓時紅遍全歐洲。香奈兒獲得極大的成功。

### 中年前期
1918年，香奈兒将坎朋大街的总店搬到31号。香奈兒設計出富青春氣息、年輕而帶點叛逆的女學生裝扮，因而造成風潮。讓女人由緊身衣中解放出來，而成為追求輕便的法國女性的新時尚。

#### 香奈兒五号香水(Chanel No.5)
1921年，香奈兒发明了香奈兒五号(Chanel No.5)香水，这款香水面向全球销售，笔直的瓶身和同时代其它的香水瓶设计有很大不同。「5」据说是可可的幸运号码，而这个号码最后被命名为香水的名字是因为这是第五次尝试。1924年，皮埃尔·沃特海姆(Pierre Wertheimer)在香水业务上成为她的合伙人。沃特海姆拥有 70% 的股份，香奈兒得到了 10% 的股份，另外 20% 的股份由她朋友巴德拥有。香奈兒五号成为可可的一件烦心事，因为她尽管获得巨大成功，却从里面收获很小。今天沃特海姆家族继续控制了香水公司。
玛丽莲·梦露在1950年代宣布香奈兒五号是她最爱的香水。据统计，每30秒钟就有一瓶香奈尔五号售出。因为没有太在意香水的销售，在专利方面和沃特姆家族打了很久的官司，正所谓不打不相识，她后来也和沃特姆家族的人成为了好朋友。后来也是在沃特姆家族的帮助下得以复出。

#### 香奈兒套装
香奈兒套装于1923年推出，是及膝的短裙和裁剪考究的外套组成的优雅套装，通常选用黑色羊毛面料，金色的纽扣，在搭配时配以大颗珍珠项链。香奈兒的经典小黑裙也十分流行，简单大方的设计，多功能的用途使它同时适用于白天和晚上，转换的关键是饰品的搭配。尽管保守的黑裙在香奈兒之前就有，然而她设计的小黑裙兼顾了时尚和舒适。
1921年，西敏公爵對當時法國時尚界著名女性時裝設計師香奈兒(CoCo.Chanel)展開追求，公爵邀請香奈兒參觀他的城堡，乘坐他的遊艇，並向她贈送禮物，可惜兩人後來卻互相厭倦，香奈兒並沒有成為公爵夫人。
1923年，她在《哈潑時尚》(Harper's Bazaar)雜誌上发表评论，「简单就是所有真正的优雅的基调。香奈兒的设计永远保持简单和舒适的风格」。

### 中年後期
二次大戰期間，香奈兒與一位納粹德國官員相識，把猶太人沒收回來并儲存在瑞士銀行的銀錢拿出來讓香奈兒做一筆資金開設廠房，其後倒閉。她於1939年與其相愛的納粹官員移居瑞士，並同時關閉所有位於巴黎的店舖。
根据英国《每日电讯报》2011年8月16日报道，美国记者哈尔·沃恩在其《与敌共眠：可可·香奈儿的秘密战争》一书中认为香奈儿是一名强烈的反犹太主义者，其身份为德国间谍机构阿勃維爾的特工，其特工编号为F-7124，特工代号为Westminster(威斯敏斯特)；在二战期间曾在柏林和马德里为德国执行过任务；由于她战前就认识的好友——前任英国首相丘吉尔的干预，战后可可.香奈儿得以逃脱逮捕与审判。香奈儿公司随即发布了声明；在声明中没有明确否认香奈儿是德國特工的说法，不过暗示这本(披露了此信息的)书不够缜密；声明还为香奈儿进行了这样的辩护——如果香奈儿是反犹太主义者，那么她不会有众多犹太人密友或者事业伙伴；例如罗斯柴尔德家族，摄影家Irving Penn，著名法国作家Joseph Kessel等等。

### 老年時期
1954年，她無法忍受着由男性設計師掌管的時裝界，再次將女性置於豐胸紮腰之中，她於是重返法國後回她的工作團隊，香奈兒重新開業。香奈兒選擇同年的2月5日，在康朋街的總店裏舉辦首場時裝表演，她悄悄地坐在旋轉玻璃樓梯上看着模特兒在一片沉寂中走秀。後來美國《Life》日報在不久後的報道中寫道：「71歲高齡的嘉柏麗·香奈兒所呈現的，與其說是一種潮流，不如說是一種革命。」戰爭過後，她認為這不是講究衣著的時候，因此等待經濟復甦時期才大力推展業務。

### 逝世
1971年1月10日，她在巴黎里兹酒店的客房中心臟病發去世，去世後安葬於瑞士洛桑她的墓碑上雕刻着五个石头狮子的头。
香奈兒在巴黎的设计工作室，如今在卡尔·拉格斐管理下，仍然是当今时尚界顶级工作室。

## 私人生活
她一生未婚，私生活多姿多彩，在爱汀讷·巴尔森之后，她又相继和艺术家保罗·艾里伯、第二代威斯敏斯特公爵休·格罗夫纳、流亡法国的帝俄王室後裔德米特里·巴甫洛維奇、英国运动员博伊·卡佩尔等30人传出恋情。她有30多年时间以巴黎的巴黎里兹酒店为家，包括二戰時期德國軍事佔領法國包括巴黎在內的时期。在那段时期，她与德国官员汉斯·冈瑟·冯丁克拉格交往密切，汉斯安排她继续留在旅店裏。她在康朋街拥有一套公寓，在羅克布倫(Roquebrune)小镇有一套别墅。

## 暱稱“可可”
關於暱稱“可可”的起源目前还不明确。很多资料表明这个名字来源于拉龙德的一个咖啡馆，是很多法国军队的军官和居住在巴黎蒙帕那斯区艺术家喜欢光顾的地方。香奈兒当时还是一个夜总会的歌手，表演了一首名为「Qui qu'a vu Coco」的歌曲，也有资料说那首歌的名字叫「Ko Ko Ri Ko」，但之后大家都以可可称呼她。

## 相關改編作品
因香奈兒的一生相當傳奇，所以她的生平屢次被改編成舞台劇及電影等。
- 1969年，香奈兒的故事被凯瑟琳·赫本搬上了百老汇的舞台，作曲是安德列·普列文和阿兰·杰伊·勒纳。法国女演员玛丽-弗朗斯·皮西尔也曾经在银屏上扮演过这个角色。
- 2008年上映的《香奈兒》（法語：Coco Chanel），由莎莉·麥克琳、麥爾坎·麥道威爾和芭芭拉·波布洛瓦等人主演。
- 2009年4月22日由法國導演Anne Fountaine執導，講述她奮鬥故事的電影《少女香奈兒》（法語：Coco avant Chanel），由奧黛莉·朵杜（《天使愛美麗》女主角）飾演女主角可可·香奈兒。
- 2009年10月上映的《香奈兒的秘密》（法語：Coco Chanel et Igor Stravinsky），描述香奈兒與名作曲家史特拉汶斯基之間的戀情，女主角由品牌代言人安娜·莫拉莉擔綱，戲服由該品牌首席設計師卡爾·拉格斐親手打造。